# Jarosław Duda (informatyk)
Jarosław Duda – polski informatyk, adiunkt w Instytucie Informatyki i Matematyki Komputerowej Uniwersytetu Jagiellońskiego, autor metody naukowej nazwanej kodowaniem ANS.

## Życiorys
Jarosław Duda pochodzi z Dębicy. Tam ukończył w 1999 roku I Liceum Ogólnokształcące im. Króla Władysława Jagiełły w klasie o profilu matematyczno-fizycznym. Następnie studiował na Uniwersytecie Jagiellońskim. W 2005 uzyskał na tej uczelni dyplom magistra matematyki teoretycznej. W 2006 na tej samej uczelni dyplom magistra fizyki teoretycznej. W 2010 uzyskał stopień doktora informatyki teoretycznej. W 2012 obronił drugi doktorat z fizyki teoretycznej – oba stopnie doktorskie również na Uniwersytecie Jagiellońskim. W 2015 został na tej uczelni adiunktem w Instytucie Informatyki.
W latach 2006–2014 opracował metodę kompresji danych zwanej ANS (ang. Asymmetric Numeral Systems), która jest współcześnie stosowana w wielu urządzeniach elektronicznych. Efektem kodowania ANS jest między innymi szybsze otwieranie stron internetowych, zmniejszenie zużycia energii oraz odciążenie nośników i łącz internetowych. Kodowanie ANS używane jest m.in. w produktach firm Apple, Facebooka, Google, Linux.
Metodę ANS próbowały opatentować jako własną takie firmy jak Google czy Microsoft.
W 2021 został laureatem Nagrody Miasta Krakowa.